# Paolo Ingrosso
Paolo Ingrosso (Fortaleza, 12 febbraio 1988) è un pallavolista e giocatore di beach volley italiano.
Gioca nel ruolo di schiacciatore nella Aeffe 4 Torri Ferrara (serie B girone E). Partecipa al Campionato Italiano di beach volley.

## Carriera
Campione Italiano di beach volley nel 2010, in coppia col fratello Matteo Ingrosso. 4º posto al Grand Slam/Major Series di Stavanger (Norvegia) 2015, dove in coppia col fratello Matteo Ingrosso ha battuto i Campioni Olimpici Emanuel Rego e Ricardo Santos. Nel Campionato Italiano di beach volley 2018 è stato il giocatore che ha disputato il maggior numero di finali di tappa.

## Palmarès
- Coppa Italia di Serie A2: 1

2018-19